# حادثة القتل الجماعي في المركز التجاري وستغيت

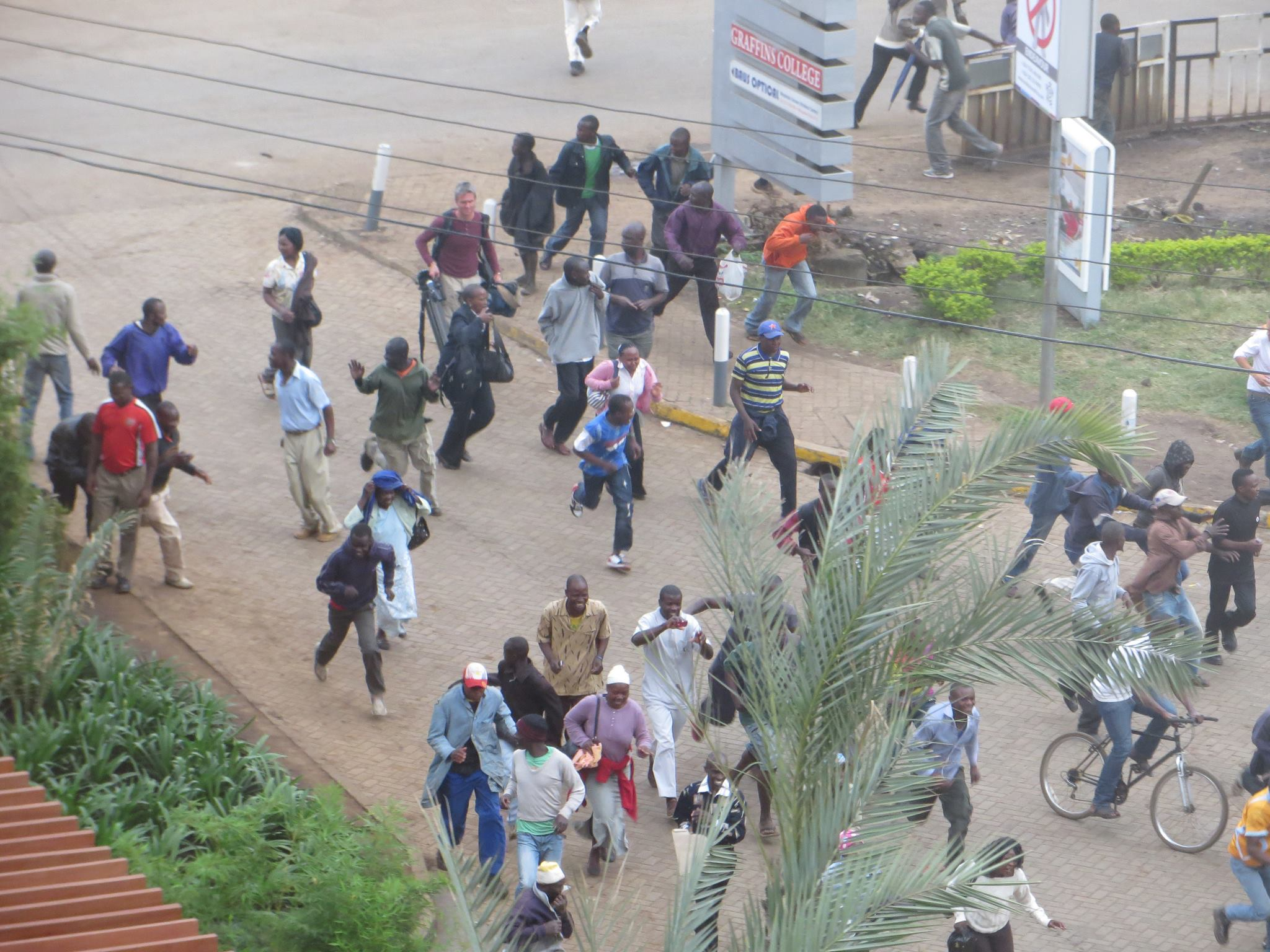
مجموعة من المتواجدين يهربون من المركز التجاري

حادثة القتل الجماعي في المركز التجاري وستغيت هو هجوم إرهابي وقع بين 21 سبتمبر و24 سبتمبر 2013 في المركز التجاري واستغايت في نيروبي عاصمة كينيا بين عناصر من حركة الشباب المجاهدين والقوات المسلحة الكينية إضافة إلى خبراء إسرائيليين.

## الأحداث
وقعت عمليات إطلاق النار في المركز التجاري وستغيت في نيروبي من قبل حركة الشباب المجاهدين الصومالية التي تبنت الهجوم. 

تم قتل أكثر من 68 شخص وجرح أكثر من 175 آخر حسب ما أدلى به الرئيس الكيني أوهورو كينياتا ،
حسب حركة الشباب دافع هذه العملية هو المشاركة الكينية في عملية ليندا نشي التي تدور على الأراضي الصومالية ضد الشباب المجاهدين.

## الضحايا
حسب الرئيس الكيني فإن 68 شخص قد قتلوا فيما تم جرح أكثر من 175 شخص آخر ومن بينهم أجانب.
| الجنسية          | الضحايا                   |
| ---------------- | ------------------------- |
| كينيا            | 48                        |
| المملكة المتحدة  | 4                         |
| الهند            | 3                         |
| كندا             | 2                         |
| فرنسا            | 2                         |
| الصين            | 1                         |
| غانا             | 1                         |
| هولندا           | 1                         |
| بريطاني-أسترالي  | 1                         |
| بيرو             | 1                         |
| جنوب إفريقيا     | 1                         |
| كوريا الجنوبية   | 1                         |
| ترينيداد وتوباغو | 1                         |
| المجموع          | 67 (بينهم 4 منفذي الهجوم) |

## ردود الفعل

### ردود الفعل المحلية
بعد عملية القتل، قام الرئيس أوهورو كينياتا بخطاب متلفز وقال أنه صدم بهذا الهجوم، وعبر عن نيته لتعقب هؤلاء «الإرهابيين».
النائب في مجلس الشيوخ الكيني بيلو كيرو قال «فمن السابق لأوانه تحديد من هم هؤلاء الناس حقاً، ولكن ما نعرفه، هو أن هؤلاء الناس يعرفون ماذا يفعلون ومنظمون تنظيماً جيداً».

### ردود الفعل الدولية
- الأرجنتين - وزير الخارجية الأرجنتيني يدين بشدة هذا العمل «الهمجي» ويعبر عن «تعازيه للحكومة الكينية والضحايا».[8]
- كندا - الوزير الأول الكندي ستيفن هاربر يعلن أن «كندا تدين بشدة هذا العمل الجبان والخسيس، الذي استهدف على ما يبدو أن الفقراء الأبرياء الذين لم يفعلوا شيئاً سوى التسوق».[9]
- تشيلي - وزير الخارجية التشيلي أدان هذا الهجوم وقال أن «الحكومة الشيلية تعرب عن تعاطفها العميق مع حكومة كينيا عن هذه الخسارة التي لا يمكن تعويضها في حياة الإنسان، وتضامنها مع عائلات وأصدقاء الضحايا».[10]
- كولومبيا - في إطار حوار صحفي قال وزير الخارجية الكولومبي إن «الحكومة الكولومبية تدين بشدة هذه المجزرة الإرهابية التي ارتكبتها حركة الشباب الإسلامية» وعبٌر أيضاً عن «التضامن العميق مع الحكومة الكينية» وعبٌر كذلك عن "تعازيه لأسر الضحايا».[11]
- الولايات المتحدة - الرئيس الأمريكي باراك أوباما إتصل بالرئيس الكيني كينياتا للتعبير له عن تعازيه.[12]
- فرنسا - الرئيس الفرنسي فرانسوا أولاند أدان هذا «الهجوم الجبان».[13]
- إيران - الناطق الرسمي الإيراني مرزياه الأفخم أدان بشدة هذه الهجومات وعبّر عن تعازيه لعائلات الضحايا.[14]
- الصين - المتحدث باسم الخارجية الصينية أدان بشدة الهجوم «الإرهابي» في العاصمة الكينية نيروبي، مشددا أن بلاده تعارض جميع أشكال الإرهاب في العالم.[15]
- الكويت - مجلس وزراء الكويت أدان بشدة الهجوم الإرهابي في كينيا معرباً عن «خالص التعازي والمواساة لأسر الضحايا».[16]
- المغرب - أكد الملك المغربي محمد السادس أنه تلقى خبر الهجوم «بسخط كبير» حيث استهدف المركز التجاري بنيروبي، وكذلك عبّر للرئيس الكيني عن تعاطفه وتضامنه مع أسر الضحايا وأبلغ تعازيه له وتمنى الشفاء العاجل للمصابين.[17]